# 鄭勲

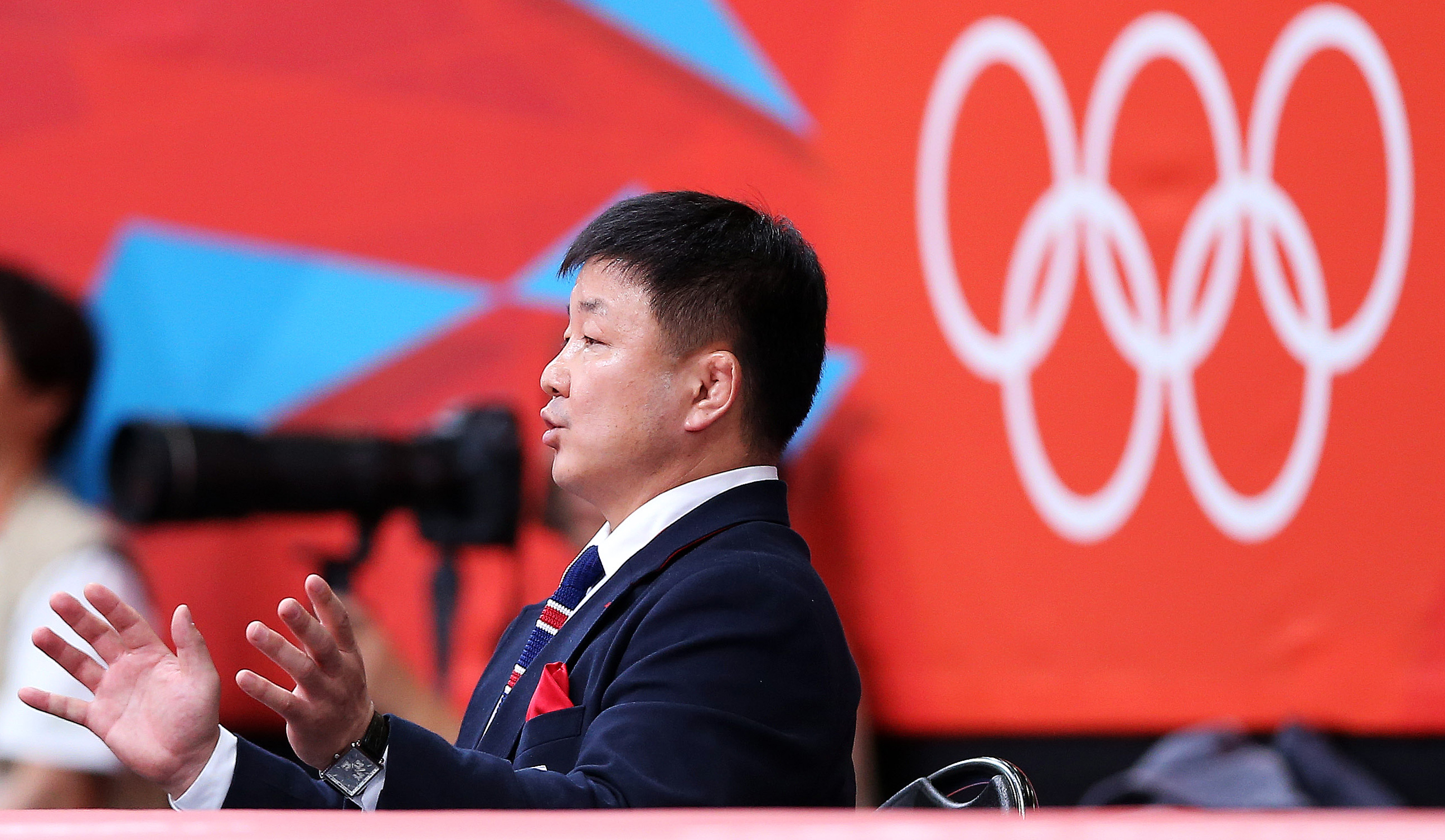
ロンドンオリンピックで韓国代表チームの監督を務める鄭 勲

鄭 勲（チョン・フン、朝: 정훈、英: Chung Hoon、1969年4月29日- ）は韓国の扶安郡出身の柔道家。階級は71 kg級。

## 人物
1990年のアジア大会柔道準決勝では、古賀稔彦に出足払で有効に近いポイントを取られながらも判定勝ちすると、決勝では北朝鮮の李昌寿を縦四方固で破って優勝した。1991年の世界選手権では、3位決定戦でハイトシュ・ベルタランを技ありで破って3位となった。1992年バルセロナオリンピックでは準決勝でハイトシュに体落で敗れて3位に終わった。1993年の世界選手権では決勝でハイトシュを2-1の判定で破って優勝した。1994年のアジア大会で2連覇を達成すると引退を表明した。引退後は韓国代表チームの監督を務めると、2012年のロンドンオリンピックでは金メダル2つをもたらした。2014年には中国の男子代表監督になった。2016年リオデジャネイロオリンピックでは男子90 kg級の程訓釗が銅メダルを獲得したことにより、柔道競技で中国男子に初のメダルをもたらすことになった。契約が切れるリオデジャネイロオリンピック後には韓国に戻って大学で指導にあたるという。

## 主な戦績
- 1990年 - アジア大会　優勝
- 1990年 - 嘉納杯　5位
- 1991年 - フランス国際　2位
- 1991年 - ブルガリア国際　3位
- 1991年 - 世界選手権　3位
- 1991年 - アジア選手権　優勝
- 1992年 - フランス国際　優勝
- 1992年 - バルセロナオリンピック　3位
- 1993年 - 東アジア大会　3位
- 1993年 - 世界選手権　優勝
- 1994年 - グッドウィルゲームズ　優勝
- 1994年 - アジア大会　優勝

## 出演映像
- 青春不敗2 #38 - YouTube[4]

共演 金宰範、宋大南、曹準好、ヒョヨン（少女時代）、ジヨン (KARA) 、ボラ (SISTAR) 、スジ (Miss A) 、イェウォン（ジュエリー)他